# قتل نابرة حسنين
نابرة حسنين في 18 يونيو 2017 . تم الاعتداء جنسيا وقتل فتاة تبلغ من العمر 17عام تدعى نابرة حسنين الأمريكية من روستون، فيرجينيا. المشتبه به الرئيسي بهذه الجريمة هو داروين مارتينيز توريس، المهاجر الغير شرعي من السلفادور الذي كان في الثانية والعشرين من عمره. تمت ادانة توريس في قضية اغتصاب نابرة حسنين من قبل هيئة المحلفين الكبرى في 16 أكتوبر 2017 . وقد قامت الشرطة بتصنيف الجريمة بأنها جريمة بدافع الغضب وليس جريمة بدافع الكراهية والعنصرية.

## الحادث
كانت نابرة حسنين طالبة في السنة الثانية بمدرسة ساوث ليكس الثانوية في روستون، فيرجينيا، جيث كانت ستبدأ سنة دراسية جديدة في خريف 2017 . في 18 يونيو 2017، الموافق لشهر رمضان، كانت نابرة برفقة 15 أخرين من أصدقائها بنفس العمر بالقرب من مسجد أوول دالاس أريا مسلم سوسايتى (أدمز) وهو مسجد مركزى للمجتمع الاسلامى في هذه المنطقة. حالما حصلوا بعض الطعام من ماكدونالدز القريب منهم، عادت نابرة وأصدقائها إلى المسجد ما بين الساعة الثالثة صباحا والرابعة صباحا ودخلوا في «مشادة مع راجل يقود سيارة حمراء»؛ وتم التعرف لاحقا على الرجل وهو داروين مارتينيو توريس.
بينما انتشر مجموعة من أصدقاء نابرة كان توريس يقود على حافة الطريق. ثم تبعهم إلى موقف السيارات، خرج من السيارة وطاردهم. بينما عاد أصدقاء نابرة إلى المسجد بسرعة. تمكن توريس من الوصول إلى نابرة، قام بضربها بمضرب بيسبول ووضعها في السيارة. «انطلق الرجل بالسيارة ومعه نابرة»، قام بأخذ نابرة إلى مكان قريب واعتدى عليها مرة أخرى (لم تكشف تفاصيل الاعتداء الثانى). ماتت نابرة من «صدمة قوية بالجزء العلوى من جسدها»، ثم قام توريس بالقائها في بركة مياه بالقرب من منزله.

## التحقيقات
في الرابعة صباحا من اليوم ذاته، شرطة مقاطعة فيرفاكس بدأت البحث عن نابرة حسنين التي وجد جثمانها طافيا في بركة المياه في قرابة الساعة الثالثة مساءا ثم لاحظت الشرطة سيارة المشتبه به في المنطقة وألقي القبض على السائق، داروين مارتينيز توريس الذي وجهت له فيها بعد تهمة قتل عمد من الدرجة الثانية.
في اليوم التالى لمقتل نابرة حسنين، نشرت الشرطة على تويتر أنها «لا تحقق في هذا الهجوم كجريمة عنصرية». وصرح المتحدث باسم شرطة المقاطعة خلال مؤتمر «يبدو أن المشتبه به كان غاضبا للغاية بسبب هذه المشادة المرورية وتصاعدت إلى عنف مميت». و بما أن الشرطة تعتقد أن القتل لم يكن له صلة بالعرق أو الدين، فقد اعتبر حادث بدافع الغضب. وأكد ادوين روسيلير جونيور رئيس شرطة مقاطعة فيرفاكس لوسائل الاعلام أنه «لا وجود على الإطلاق لاي أدلة» توحى أن قتل نابرة كان بدافع العنصرية والكراهية.
و تعتقد الشرطة والادعاء أن نابرة حسنين قد تعرضت للاعتداء الجنسى من قبل مختطفها قبل أن تقتل.

### المشتبه فيه
داروين مارتينيز توريس، 22 عام، مهاجر غير شرعى للولايات المتحدة من السلفادور الذي يعمل في مجال البناء. كما أن هيئة تنفيذ قوانين الهجرة الأمريكية لم تلتقى مع توريس سابقا قبل مقتل نابرة حسنين.
قبل عدة أيام من مقتل نابرة حسنين، تقدمت امرأة أخرى ممثلة حماية خدمات الطفل بمقاطعة لودون ببلاغ بان توريس تعرض لها بالضرب وقام بخنقها والاعتداء الجنسي عليها؛ وأضافت أن توريس عضوا في عصابة مارا سلفاتراشا الاجرامية الدولية. ومع ذلك، رفضت تلك المرأة توجيه أتهامات ضد توريس، وأوضحت شرطة فيرفاكس أنهم لم يعثروا على " معلومات تؤكد صحة " انتماء توريس لهذه العصابة ".

## المحاكمة
في 16 أكتوبر 2017، وجهت هيئة كبار المحلفين بمقاطعة فيرفاكس ثمانية تهمة لتوريس تشمل القتل العمد والاغتصاب، وطالب الادعاء بتنفيذ عقوبة الإعدام على توريس.
قام محامى الدفاع عن مارتينيز توريس بتقديم تقرير طبى والذي أدعى أنه «من المرجح أن يكون توريس مختل عقليا» وضرورة إجراء المزيد من الفحوصات لتحديد ما إذا كانت لديه القدرة العقلية لتنفيذ عقوبة الإعدام في مايو 2018، تم تقديم مذكرة تفيد بأن توريس يعانى من عدة مشاكل مثل قصور في الإدراك، وضعف الذاكرة، وعدم القدرة على تقييم الأمور بشكل صحيح. تم تقديم طلب منفصل لجلسات الاستماع الشهرية في أبريل من قبل المحامين، حيث واجه مارتينيز توريس صعوبة في أعقاب الحجج القانونية.

## ردود الأفعال
صرح مسجد أدمز للجمهور في بيان له أن مقتل نابرة حسنين صدمة للمجتمع، قائلا «قد حان الوقت لكى نتحد معا للاهتمام بشبابنا والدعاء لهم». وعلى الإنترنت، أعرب بعض الأشخاص عن غضبهم وانتقدوا قرار الشرطة بعدم اعتبار مقتل نابرة جريمة قائمة على العنصرية والكراهية. عبرت عن ذلك ايزابيلا بيرتون من فوكستروت: «أصبحت نابرة حسنين مثالا أخر من ضحايا اسلاموفوبيا البريئة».
حضر ما يقارب 5000 شخص تشييع جنازة نابرة حسنين في 21 يونيو وتسبب ذلك في الازدحام المرورى. وفي حين أت غالبية الحاضرين كانوا من المسلمين، الا أنه شوهد مسيحيون ويهود في تشييع الجنازة. والد نابرة حسنين، محمود حسنين أبوراس، يعتقد أن ابنته قد قتلت بسبب هويتها كمسلمة - عندما تم اختطاف نابرة، كانت ترتدى العباءة الاسلامية. بينما قال المتحدث باسم المجلس الأمريكى للعلاقات الإسلامية إبراهيم هوبر «هناك احتمال قوى لو لم يكن هؤلاء المراهقون مسلمين لم تكن هذه الجريمة لتحدث». وقال محامى المجلس الأمريكي للعلاقات الإسلامية: «الأمريكيون المسلمون خائفون بشكل خاص الآن».
في جلسة استماع أولية لمارتينز توريس أكتوبر 2017، نظم أصدقاء وداعمى قضية نابرة احتجاجا خارج محكمة مقاطعة فيرفاكس،  حيث أحيا الأصدقاء والعائلة ذكرى ميلاد نابرة الثامن عشر من خلال المشاركة في حدث خيري والتبرع بارادات هذا الحدث.

## تداعيات الحادث
في 20 يونيو، عندما اجتمع مواطنون من واشنطن العاصمة في حديقة دوبونت حيث احياء ذكرى مقتل نابرة حسنين، حاول رجل يبلغ 24 عاما اشعال النار في النافورة حيث النصب التذكارى وتم القبض على هذا الرجل بتهمة التخريب. وقال رقيب الشرطة لاحقا انه لم كن هناك أي ضرر دائم على النافورة ولم تتأكد الشرطة من سبب وجود هذا الرجل.